# ビーチ90丁目駅
ビーチ90丁目駅（ビーチ90丁目-ホランド駅とも）はクイーンズ区のビーチ90丁目とロッカウェイ・フリーウェイ交差点に位置するニューヨーク市地下鉄INDロッカウェイ線の駅である。A系統がラッシュ時に5往復、ロッカウェイ・パーク・シャトルが終日停車する。

## 駅構造
| P ホーム階 | 相対式ホーム、右側ドアが開く | 相対式ホーム、右側ドアが開く |
| P ホーム階 | 南行線                       | ← ロッカウェイ・パーク-ビーチ116丁目駅行き（ビーチ98丁目駅）                                                                                             |
| P ホーム階 | 北行線                       | → 朝ラッシュ：インウッド-207丁目駅行き（ブロード・チャンネル駅）→ ブロード・チャンネル駅行き（ブロード・チャンネル駅）→ （定期列車なし：ビーチ67丁目駅） |
| P ホーム階 | 相対式ホーム、右側ドアが開く | |
| M          | 改札階                       | 改札口、駅員詰所、メトロカード券売機 |
| G          | 地上階                       | 出入口 |

コンクリート高架橋上にある当駅は1880年にロングアイランド鉄道の駅として開業、1955年10月3日の廃止を経て1956年6月28日より地下鉄駅として運営されている。
相対式ホーム2面2線の高架駅で、2011年にMichael Miller制作のアートワークSurf Station 90が設置された。

### 出口
- 階段1つ、ビーチ90丁目とロッカウェイ・フリーウェイ交差点北東[3]
- 階段2つ、ビーチ90丁目とロッカウェイ・フリーウェイ交差点南東[3]